# Sandanski
Sandanski, tidigare Sveti Vratj (bulgariska: Сандански, Свети Врач) är en ort i Bulgarien.   Den ligger i kommunen Obsjtina Sandanski och regionen Blagoevgrad, i den sydvästra delen av landet, 130 km söder om huvudstaden Sofia. Sandanski ligger 246 meter över havet och antalet invånare är 26 459.